# 225438 Jacobfirer
225438 Jacobfirer è un asteroide della fascia principale esterna. Scoperto nel 2000, presenta un'orbita caratterizzata da un semiasse maggiore pari a 3,097047 UA e da un'eccentricità di 0,138120, inclinata di 0,735199° rispetto all'eclittica. Ha un diametro di 3,284 km e un'albedo di 0,049.
Fa parte della famiglia di asteroidi Temi.
Jacob Firer è un ingegnere americano con esperienza in analisi, progettazione, test e operazioni. Ha lavorato al software di volo per Parker Solar Probe, Van Allen Probes, New Horizons, MESSENGER e numerose missioni vicine alla Terra, incluso il telescopio spaziale Hubble.